# Magnoflorin
Magnoflorin ist eine organische Verbindung aus der Gruppe der Alkaloide, konkret der Benzylisochinolin-Alkaloide. Es kommt in Pflanzen vieler verschiedener Ordnungen vor.

## Vorkommen und Biosynthese
Magnoflorin kommt in diversen Pflanzen aus verschiedenen Ordnungen vor, darunter Hahnenfußartige, Lorbeerartige, Seifenbaumartige, Pfefferartige, Rosenartige, Malpighienartige und Magnolienartige. Bei vielen Pflanzen kommt es im Rhizom, den Stängeln oder der Rinde vor. Zu diesen Pflanzen, die Magnoflorin enthalten, gehören der Chinesische Goldfaden (Gattung Coptis), Ranunculus serbicus (Gattung Hahnenfuß), Thalictrum isopyroides (Gattung Wiesenrauten), Tinospora cordifolia, die Immergrüne Magnolie (hier kommt die Verbindung in den Blättern vor), Magnolia officinalis (ebenfalls Gattung Magnolien), Zanthoxylum asiaticum (Gattung Zanthoxylum) und Berberis kansuensis (Gattung Berberitzen). Mit bis über 0,1 % nach Gewicht ist die enthaltene Menge in der Rinde des Amur-Korkbaums besonders hoch. Die Biosynthese im Schlafmohm geht von Dopamin und 4-Hydroxyphenylacetaldehyd aus, die zunächst durch Norcoclaurin-Synthase zu Norcoclaurin cyclisiert werden. Anschließend läuft die Biosynthese zum Reticulin. Dessen Umwandlung zum Magnoflorin läuft entweder über Tembetarin oder Corytuberin. Der Schmetterling Battus polydamas sequestriert Magnoflorin neben Aristolochiasäuren aus seinen Nahrungspflanzen aus der Familie der Osterluzeigewächse wie Aristolochia argentina (Gattung Pfeifenblumen).

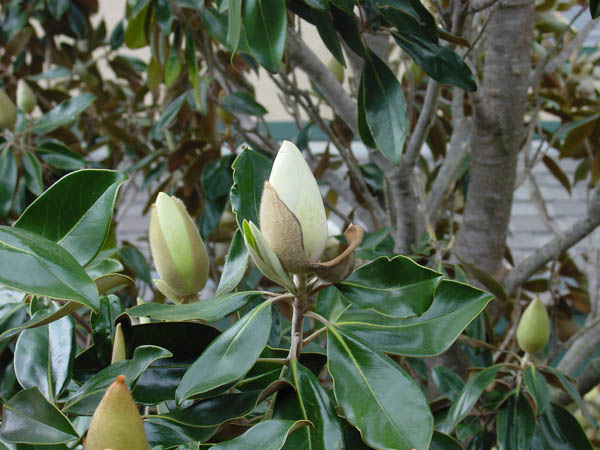
Immergrüne Magnolie
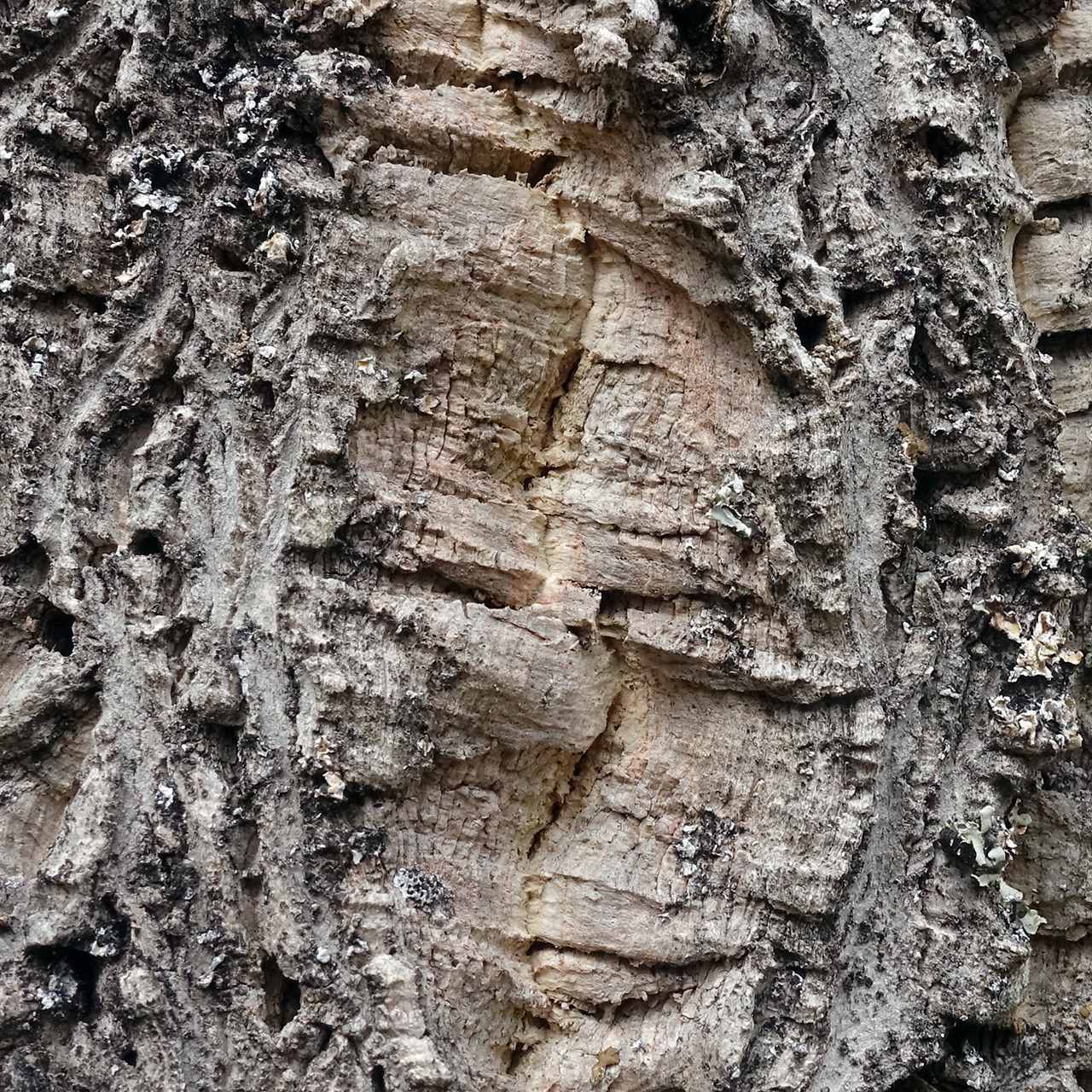
Amur-Korkbaum (Rinde)
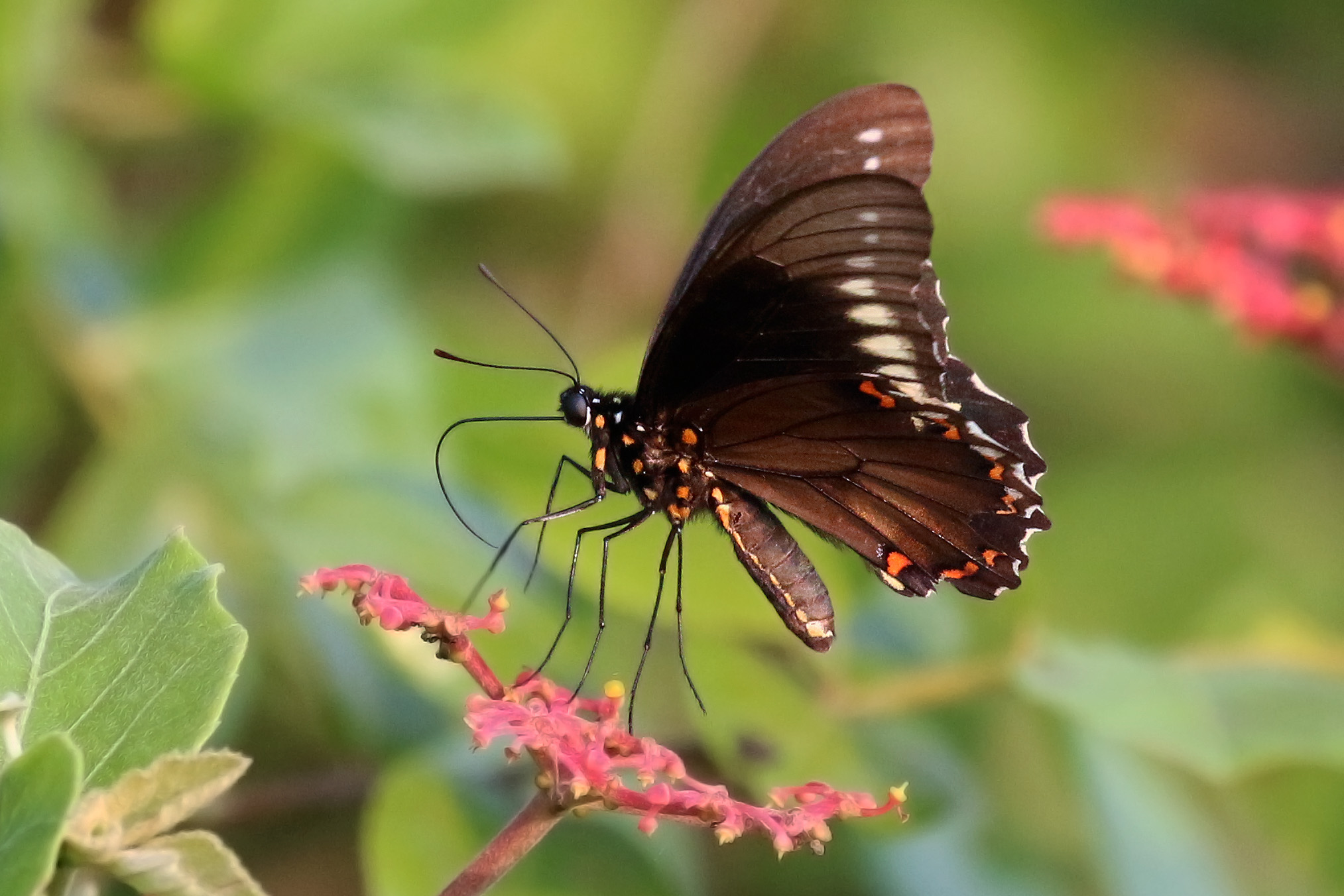
Battus polydamas

## Gewinnung und Darstellung
Magnoflorin kann aus Pflanzenmaterial extrahiert werden, beispielsweise von Sinomenium acutum (Familie Mondsamengewächse). Dazu wird zunächst mit kochendem Wasser extrahiert, dann eine Größenausschluss-Chromatographie mit Wasser / Methanol durchgeführt und dann im Vakuum eingedampft. Nach Auflösen in verdünnter Natronlauge und Extraktion mit Ethylacetat verbleibt Magnoflorin in der wässrigen Fraktion und kann durch Säulenchromatographie aufgereinigt werden.

## Eigenschaften
Als geladene quartäre Ammoniumverbindung ist Magnoflorin gut löslich in Wasser, Methanol und Ethanol, aber schlecht löslich in unpolaren organischen Lösungsmitteln wie Petrolether und Chloroform. Magnoflorin weist diverse pharmakologische Effekte auf, unter anderem wirkte es in Labortests antidiabetisch, entzündungshemmend, blutdrucksenkend, antioxidativ und immunomodulatorisch.